# Palaquium zeylanicum
Palaquium zeylanicum är en tvåhjärtbladig växtart som beskrevs av Bernard Verdcourt. Palaquium zeylanicum ingår i släktet Palaquium och familjen Sapotaceae. IUCN kategoriserar arten globalt som sårbar.
Artens utbredningsområde är Sri Lanka. Inga underarter finns listade i Catalogue of Life.